# James Beddome
James Beddome, né le 2 octobre 1983 à Brandon (Manitoba), est une personnalité politique canadienne, chef du Parti vert du Manitoba de 2008 à 2013 et depuis novembre 2014,.

## Biographie
Originaire de Brandon, James Beddome est diplômé en sciences politiques et économiques ainsi qu'en droit de l'Université du Manitoba. Admis au Barreau en 2014, il est le cofondateur du cabinet Beddome and Longclaws Law Corporation, spécialisé en droit autochtone, droit environnemental et litige. 
Aux élections manitobaines de 2007, James Beddome est candidat à Minnedosa. En 2009, il est candidat à l'élection partielle dans Elmwood. Aux élections de 2011, il est candidat dans Wolseley. Aux élections de 2016, il est candidat dans Fort Garry-Riverview. Aux élections de 2019, il est candidat dans Fort Rouge, la circonscription du chef néo-démocrate Wab Kinew.
Aux élections fédérales de 2019, il est le candidat du Parti vert du Canada dans Winnipeg-Centre-Sud.